# Thyropygus minusculus
Thyropygus minusculus är en mångfotingart som beskrevs av Carl Graf Attems 1936. Thyropygus minusculus ingår i släktet Thyropygus och familjen Harpagophoridae. Inga underarter finns listade i Catalogue of Life.